# Azahari bin Husin
Azahari bin Husin (* 1957 in Malaysia; † 9. November 2005 auf Java) war der wichtigste Bombenhersteller für Terroristen der Jemaah Islamiyah, welche eng mit Al-Qaida verknüpft ist.
Er studierte in den 1970er Jahren in Australien an der University of Adelaide, erreichte aber keinen Abschluss. Anschließend ging er einige Zeit zurück nach Malaysia und später nach Großbritannien an die University of Reading, wo er Geophysik studierte und anschließend promovierte. Ende der 1990er Jahre wurde er in Afghanistan und den südlichen Philippinen als Bombenhersteller ausgebildet. Dabei erstellte er ebenfalls eine 50-seitige Anleitung zur Bombenherstellung. Bin Husin wird verdächtigt, einer der Hintermänner des Bombenanschlags in Bali 2002 zu sein.
Am 9. November 2005 sprengte sich Azahari bin Husin selbst in die Luft, nachdem sein Haus von der Polizei umstellt war.

## Quelle
- BBC

| Personendaten    | Personendaten                        |
| ---------------- | ------------------------------------ |
| NAME             | Azahari bin Husin                    |
| KURZBESCHREIBUNG | mutmaßlicher indonesischer Terrorist |
| GEBURTSDATUM     | 1957                                 |
| GEBURTSORT       | Malaysia                             |
| STERBEDATUM      | 9. November 2005                     |
| STERBEORT        | Java                                 |